# OK Dinghy
OK Dinghy – klasa żaglówki zaprojektowana w 1957 roku jako tania, jednoosobowa łódź treningowo-regatowa. Konstruktorem jest Knud Olsen. Klasa OK Dinghy jest bardzo popularna w Polsce

Symbol klasy

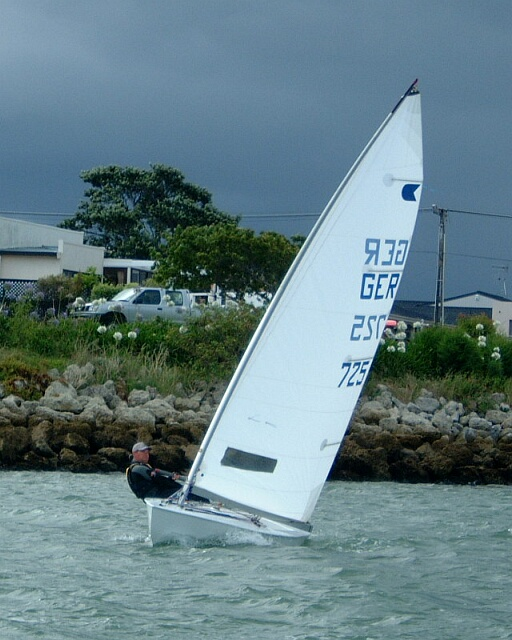
OK Dinghy na umiarkowanym wietrze

OK Dinghy był bardzo popularny w latach 60. i 70. XX wieku, wykorzystywany jako klasa przygotowawcza do Finna. Od lat 80. ma silną konkurencję w postaci łódek klas Laser i Europa. Stracił na znaczeniu, obecnie ponownie zyskuje popularność z tego względu, że wiele starszych łódek jest remontowanych, gdyż łodzie tej klasy charakteryzują się tym, że bardzo długo zachowują wysoką wartość regatową. W Polsce klasa ta jest wciąż często spotykana, pływa ponad 150 OK Dinghy. Łódki tej klasy w Polsce można spotkać głównie w Poznaniu. Innymi ośrodkami gdzie pływają OKD jest Warszawa, Wolsztyn oraz Charzykowy. Mazury.

## Opis konstrukcji
Dane techniczne:
- długość całkowita: 4 m
- szerokość: 1,42 m
- zanurzenie maksymalne: 0,98 m
- powierzchnia żagla: 8,95 m²
- masa kadłuba: 72 kg
- waga całkowita: około 92 kg

Kadłub wykonany może być ze  sklejki lub z laminatów. Waga kadłuba nie może być mniejsza niż 72kg. Maszt wykonywany może być z drewna, lecz obecnie używa się masztów aluminiowych i węglowych. Ster oraz miecz zbudowane są z drewna, metalu lub laminatu. Żagiel wykonany jest z dakronu i ma powierzchnię  8,95 m².  OK Dinghy zachowują przez wiele lat wysoką wartość regatową, przez co wiele osób remontuje starsze łódki i z sukcesami startuje na regatach. Żaglówki tej klasy są tanie w zakupie, a w Polsce odbywa się wiele regat dla OKD. Łódki te są również łatwe w transporcie i tanie w utrzymaniu.
Jachty klasy OK Dinghy posiadają wiele regulacji. Zmieniać można ustawienia masztu (pochylenie oraz odległość od dziobu), wypłaszczenie żagla, ustawienie wózka szotowego oraz dźwigni odciągacza bomu. Dzięki temu sternik może dostroić łódkę do panujących warunków atmosferycznych oraz swoich umiejętności.